# Terremoto de Italia de 1456
El terremoto de Italia de 1456, el mayor terremoto ocurrido en la península italiana, azotó el Reino de Nápoles en la noche del 5 de diciembre de 1456. El terremoto tuvo una magnitud de momento estimada de 7,4 y tuvo su epicentro cerca de la ciudad de Pontelandolfo en la actual provincia de Benevento, en el sur de Italia. El terremoto, que obtuvo un nivel XI en la escala de intensidad modificada de Mercalli, causó una destrucción generalizada en el centro y sur de Italia. Se estima que murieron entre 30.000 y 70.000 personas. Le siguieron dos fuertes terremotos de 7,0 y 6,0 en el norte el 30 de diciembre.

## Entorno tectónico
La península italiana central está dominada por una tectónica extensional activa, que forma los Montes Apeninos. La cadena montañosa se formó durante el Mioceno y el Plioceno debido a la subducción de la Placa Adriática debajo de la Placa Euroasiática. La subducción resultante formó un cinturón de pliegue y empuje. Durante el Cuaternario, la tectónica de cabalgamiento dio paso a la tectónica extensional, con el desarrollo de una zona de fallas normales a lo largo de la cresta de la cordillera. Una explicación es que se está produciendo un retroceso de la losa dentro de la placa del Adriático a medida que se subduce debajo del mar Tirreno. Otra explicación es que la cuenca del arco posterior en el mar Tirreno se está abriendo a un ritmo más rápido que el de la Placa Africana cuando choca con la Placa Euroasiática. La tectónica extensional en la región ha estado activa desde la época del Plioceno, principalmente acomodada por fallas normales en huelga del noroeste-sureste. Las fallas asociadas con grandes terremotos en la península son geológicamente jóvenes y rara vez rompen la superficie. Ocasionalmente, eventos de deslizamiento como la secuencia de 1456, así como los terremotos moderados de 1971 y 2012 en la región sur de los Apeninos sugieren que el estilo dominante de fallas no se limita al deslizamiento de inclinación normal.

## Terremotos

### 5 de diciembre
El terremoto del 5 de diciembre fue estimado en 7,1 según la versión de 2014 del catálogo de terremotos del Instituto Nacional de Geofísica y Vulcanología. El terremoto ocurrió en una región de movimiento activo de la corteza terrestre a lo largo de fallas de deslizamiento de rumbo de este a oeste. Se ha estimado que su magnitud llegó a 7,4.
A partir del estudio de los efectos macrosísmicos se postularon dos hipótesis; la ocurrencia de un gran terremoto principal, o tres terremotos distintos muy espaciados en el tiempo. La hipótesis de un solo terremoto principal sólo podría racionalizarse mediante un evento profundo que ocurra a unos 30 kilómetros de profundidad. Esta hipotética profundidad sería mayor que la media de los Apeninos. Se cree que las fallas normales con tendencia noroeste-sureste son la fuente del terremoto. A diferencia de la mayoría de los terremotos de la zona, en los que la ruptura se produjo en los 12 kilómetros poco profundos de la corteza, el origen del terremoto de 1456 se encontraba entre 12 y 25 kilómetros de profundidad. Posteriormente, el terremoto de 1456 desencadenó futuros terremotos en las cercanías debido al comportamiento de las fallas de la zona.
La segunda hipótesis sugiere tres terremotos principales distintos con profundidades de 15,5 kilómetros, 14 kilómetros y 17,5 kilómetros, respectivamente. Estas profundidades son consistentes con las profundidades focales promedio de los terremotos en los Apeninos. El proceso de ruptura implicó una compleja cascada de fallas independientes que se rompieron posteriormente;
hasta cinco subeventos constituyeron el terremoto principal. La ruptura del terremoto se extendió desde Abruzzo hasta Irpinia. Otra hipótesis sugiere que los terremotos fueron eventos de deslizamiento que ocurrieron a una profundidad de 10 a 25 kilómetros. El evento del 5 de diciembre ocurrió a lo largo de una falla oblicua lateral derecha en dirección oeste-noroeste-este-sureste. Se rompió al este de la falla que provocó el terremoto de 1688.

### Eventos subsecuentes
Muchas réplicas grandes acompañaron al terremoto del 5 de diciembre. Una falla similar ubicada más al norte, en Matese, generó el terremoto del 30 de diciembre. Las intensidades de X a XI se sintieron en una configuración con tendencia noroeste-sureste desde Macchiagodena hasta Castelluccio Acquaborrana. También se sintió en una zona de este a oeste desde Boiano hasta Cercemaggiore. La amplia distribución de gran intensidad y sus similitudes con el evento del 5 de diciembre sugieren que el terremoto del 30 de diciembre ocurrió a mayor profundidad. Según la evaluación de las intensidades reportadas del evento del 30 de diciembre, se estima que su magnitud no será mayor a 7,2. Un tercer terremoto se registró en la zona afectada por el evento del 30 de diciembre. Este terremoto también se sintió de VIII a IX en una amplia zona, lo que sugiere un origen focal profundo. Se estimó una magnitud de 6,0.

## Efectos
El terremoto del 5 de diciembre se produjo a las 23:00 hora local y duró aproximadamente 150 segundos. Se informó de devastación en cinco de las 20 regiones de Italia; Abruzzo, Molise, Campania, Apulia y Basilicata; mientras que en Lacio y Calabria se produjeron algunos daños. La destrucción total se produjo en una zona de 6.000 kilómetros cuadrados. Mientras que la superficie total afectada fue de 18.000 kilómetros cuadrados. El área de devastación fue inusualmente grande en comparación con la mayoría de los terremotos en Italia; se cree que fue causado por la aparición de múltiples rupturas.
El área meizosísmica se extendió por casi 180 kilómetros, asignados de X a XI, donde se produjo la destrucción de estructuras. El área inusualmente grande del área meizosísmica es causada por múltiples fallas, separadas por distancias significativas, que se rompen. El municipio de Caramanico Terme experimentó una intensidad máxima de XI. La intensidad IX a X se sintió en las localidades de Tocco da Casauria, Torre de' Passeri y Castiglione a Casauria. Desde el bajo valle del Aterno hasta Sulmona y Navelli, la intensidad fue de VIII a IX. Las intensidades de VIII a IX se sintieron en un área de 40 kilómetros de ancho. A unos 20 kilómetros de distancia, la intensidad disminuyó gradualmente hasta V.
Hasta 70.000 personas murieron en el terremoto. En la ciudad de Isernia se produjeron daños catastróficos; murieron 1.500 residentes del total de 2.035. En Nápoles murieron entre 100 y 150 personas debido al derrumbe de muchas casas e iglesias. Otras 100 personas murieron en Pozzuoli. Hubo entre 600 y 2.200 muertes en Apice; 2.000 en Barberío; más de 1.000 en Lafino; 1.200 en Isernia; 400 en Cerreto Sannita; y 1.200 en Acerenza. La ciudad de Ariano fue arrasada y murieron entre 600 y 2.200 residentes. Una inscripción métrica del obispo Orso Leone colocada en la catedral de Ariano cifraba los muertos en mil. La ciudad fue reconstruida en 1470. Las ciudades de Acquaviva, Apice, Biccari, Campobasso y Casalduni sufrieron una destrucción masiva o fueron totalmente destruidas.
El terremoto del 30 de diciembre, ocurrido a las 21:30, con una magnitud de alrededor de 7,0, no fue tan severo en Nápoles. Las regiones más cercanas al epicentro sufrieron daños graves. La documentación de una gran destrucción en Sannio y Campana Plain podría deberse a informes contradictorios sobre el evento anterior. Se produjeron daños importantes en Isernia. No hubo daños en las zonas entre Castel di Sangro y Sulmona. También se produjeron daños adicionales debido a las réplicas, que persistieron hasta principios de 1457. La secuencia de réplicas no terminó hasta mayo de 1457.

## Tsunami
Una serie de olas anómalas en el puerto de Nápoles también provocaron el choque de barcos. También hubo informes de un tsunami en el golfo de Tarento, donde azotó la costa jónica.

## Secuelas
Varias aldeas de la zona afectada quedaron abandonadas. Alfonso V de Aragón, rey de Aragón, recibió la noticia del desastre mientras residía en Apulia. No regresaría a Nápoles hasta principios de febrero de 1457, donde rechazó las solicitudes de exención de impuestos de los supervivientes de las ciudades afectadas. Alfonso V afirmó que los supervivientes pudieron pagar impuestos al heredar la fortuna de los asesinados. Las reconstrucciones por parte de las autoridades fueron limitadas; sólo se apoyaron fortalezas militares, carreteras y puentes en interés de los militares.